# エクスカリバー・アルマース
エクスカリバー・アルマース（英語: Excalibur Almaz）は、マン島に本社を置く民間宇宙飛行企業である。かつて非公表であったソビエトの宇宙計画を基に、近代化したTKS宇宙船とアルマース宇宙ステーションを利用しての有人宇宙飛行を計画している。サービス（ミッション）としては、軌道宇宙旅行と微小重力環境下における実験のためのテストベッドを提供するとしている。
2009年の発表では、打ち上げ試験が2012年、商業飛行は早ければ2013年にも開始するとしていたが、2012年の発表では、ミッションに月周回軌道への有人飛行が追加された上で、テスト飛行が2014年へと延期されている。しかし2020年現在もいまだ飛行には至っていない。

## 宇宙船
TKS宇宙船が輸送を行うのはアメリカのジェミニ計画で遣われたカプセルに似た宇宙カプセルの輸送だが、ジェミニ計画では定員2人だったことに対し、3人の乗客を乗せられることを計画している。乗客は様々な宇宙旅行を行っている国のロケットのどれかに乗ることが可能で、乗客の安全を確実にするために打ち上げ脱出システムが搭載されている。乗客はパラシュートとレトロロケットを使用して陸上または海上に戻って来る。
アルマース宇宙ステーションは国際宇宙ステーションとも関係している、ソビエトとロシアのサリュートとミールと同様の宇宙ステーションである。これはオリジナルのアルマースステーション（サリュート2号、3号、および5号）の設計がミールとISSの与圧モジュールの基礎として使用されたからである。エクスカリバー・アルマース社の宇宙ステーションには将来大型の窓を持つ観光宇宙船が訪れるだろうと予想されている。
同社は、1978年に無人飛行ミッションに使用された後地上に回収され、その後は訓練用としても使われていた再突入カプセルをロシアから購入していたが、このカプセルは2014年5月にベルギーで競売にかけられた。落札価格は100万ユーロであった。

## 会社
エクスカリバー・アルマース社の基地はマン島ダグラス市にあり、事務所はアメリカ合衆国ヒューストンとロシア連邦モスクワにある。会社は自己所有の宇宙船と回復操作、打ち上げシステム、コントロールシステム、リカバリーシステムを持つにもかかわらず、契約法専門家のサービスを有している。

### 創設者を含む会社概要
最高経営責任者および宇宙法のエキスパートとしてアート・デューラ、最高財務責任者と宇宙商業事業のベテラン、バックナー・ハイタワー (Buckner Hightower)、セールス&マーケティング副社長としてクリス・ストット (Chris Stott)が在籍している。ストットはマンサット (ManSat) の最高経営責任者でもあり、国際宇宙大学の卒業生でもある。会社の最高執行責任者はアメリカ空軍将軍（予備役）のディーク・ジェームソン (Dirk Jameson) で、アメリカ空軍のヴァンデンバーグ空軍基地ミサイル発射基地の指揮を執っていた。宇宙船チーフオペレーターはリロイ・チャオで、国際宇宙ステーションでNASAの宇宙飛行士の指揮を執っていた。

### 諮問委員会構成員
諮問委員会の構成員にはジョンソン宇宙センターのディレクター、ジョージ・アッビーがいる他、ケネディ宇宙センターのディレクターとロッキード・マーティンの元宇宙技術部門社長であるジェイ・ハニーカット (Jay Honeycutt) 、元スペースシャトル宇宙飛行士およびVASIMRプラズマロケットエンジンの発明者、フランクリン・チャン＝ディアス、元欧州宇宙機関宇宙飛行士ジャン＝ルー・クレティエン、元ロシア人宇宙飛行士、ウラジーミル・チトフとユーリ・グラズコフがいる。

## ジャパン・スペース・ドリーム
ジャパン・スペース・ドリーム (JapanSpaceDream) は、ライブドア社長兼CEO（当時）の堀江貴文が2005年に立ち上げた宇宙旅行ビジネスの個人プロジェクトである。堀江が経営参画するような形の上でエクスカリバー・アルマース社が事業の運営主体となり、ロシアの宇宙機関NPOマシーナストレイヤナ社が機体の提供・メンテナンスを行うことが想定されていた。
2014年11月、堀江はエクスカリバー・アルマース社が購入した宇宙船が実際には展示以外に使えないものであったとして、テキサス州にてアート・デューラらを相手取り投資金など4千9百万ドル（56億円）の返還を求める裁判を起こした。これに対して、デューラ側は何ら不正行為は行っていないと全面否認している。